# Clubiona rhododendri
Clubiona rhododendri är en spindelart som beskrevs av Barrows 1945. Clubiona rhododendri ingår i släktet Clubiona och familjen säckspindlar. Inga underarter finns listade i Catalogue of Life.